# Horní Staňkov
Horní Staňkov je malá vesnice, část obce Hlavňovice v okrese Klatovy v Plzeňském kraji. Nachází se asi tři kilometry severovýchodně od Hlavňovic. Horní Staňkov je také název katastrálního území o rozloze 2,78 km². V katastrálním území Horní Staňkov leží i Cihelna.

## Historie
První písemná zmínka o vesnici pochází z roku 1290.

## Obyvatelstvo
| Rok            | 1869 | 1880 | 1890 | 1900 | 1910 | 1921 | 1930 | 1950 | 1961 | 1970 | 1980 | 1991 | 2001 | 2011 | 2021 |
| -------------- | ---- | ---- | ---- | ---- | ---- | ---- | ---- | ---- | ---- | ---- | ---- | ---- | ---- | ---- | ---- |
| Počet obyvatel | 134  | 119  | 106  | 112  | 106  | 107  | 90   | 42   | 46   | 36   | 27   | 23   | 19   | 2    | 18   |
| Počet domů     | 14   | 12   | 10   | 9    | 12   | 9    | 11   | 10   | 10   | 9    | 7    | 9    | 9    | 9    | 10   |

## Obecní správa
Při sčítání lidu v letech 1850–1949 Horní Staňkov byl osadou obce Maršovice v okrese Sušice. V letech 1950–1959 byl osadou obce Přestanice v okrese Sušice. Od roku 1960 je částí obce Hlavňovice v okrese Klatovy.

## Pamětihodnosti

### Zámek
Na Horním Staňkově se nachází zámek postavený v polovině 18. století. Nynějším majitelem je Jan Švankmajer. Shromáždil tam svou obrovskou kunstkomoru po vzoru Rudolfa II., čili manýristický kabinet kuriozit.

## Galerie

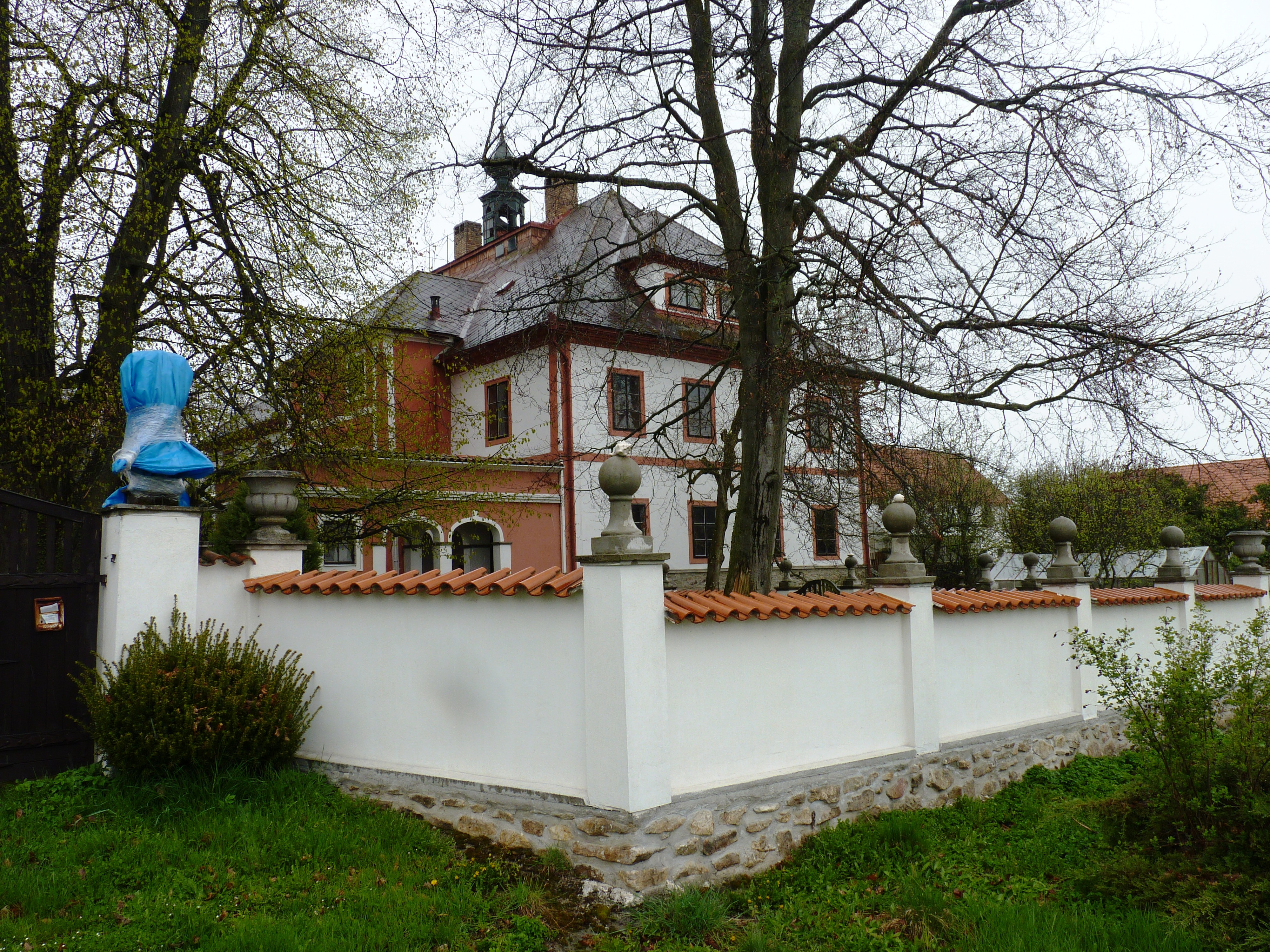
Zámek
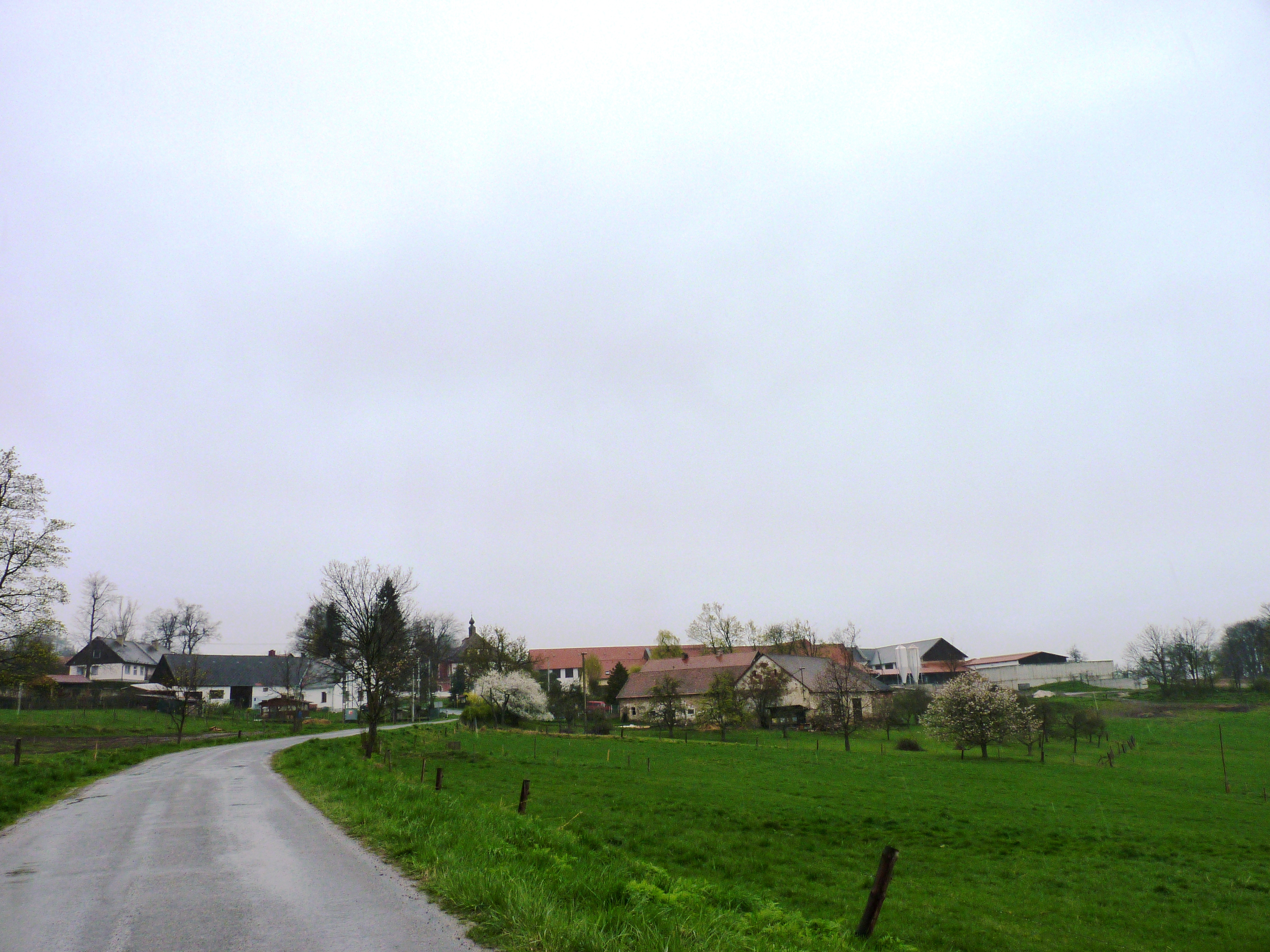
Pohled
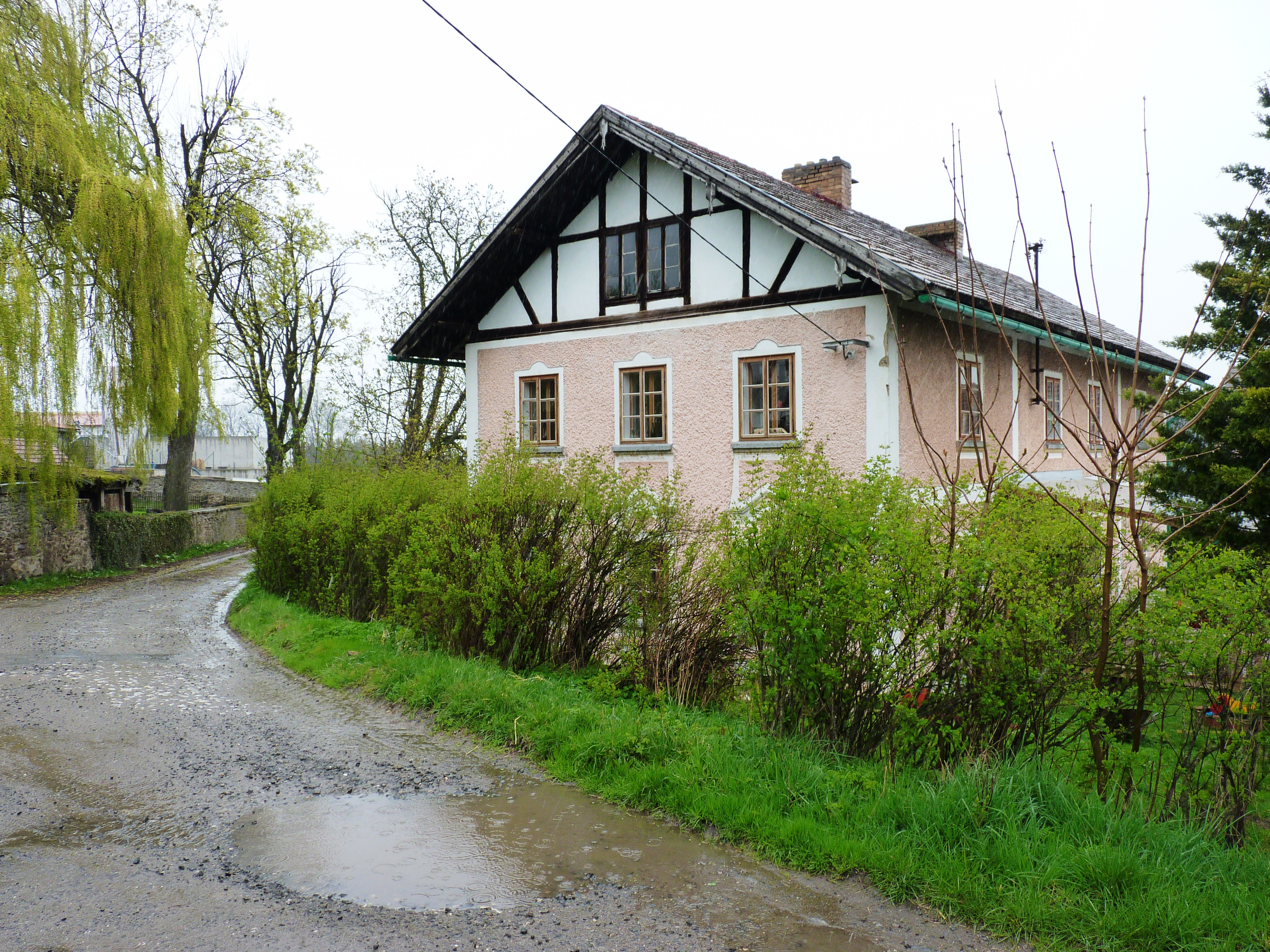
Dům
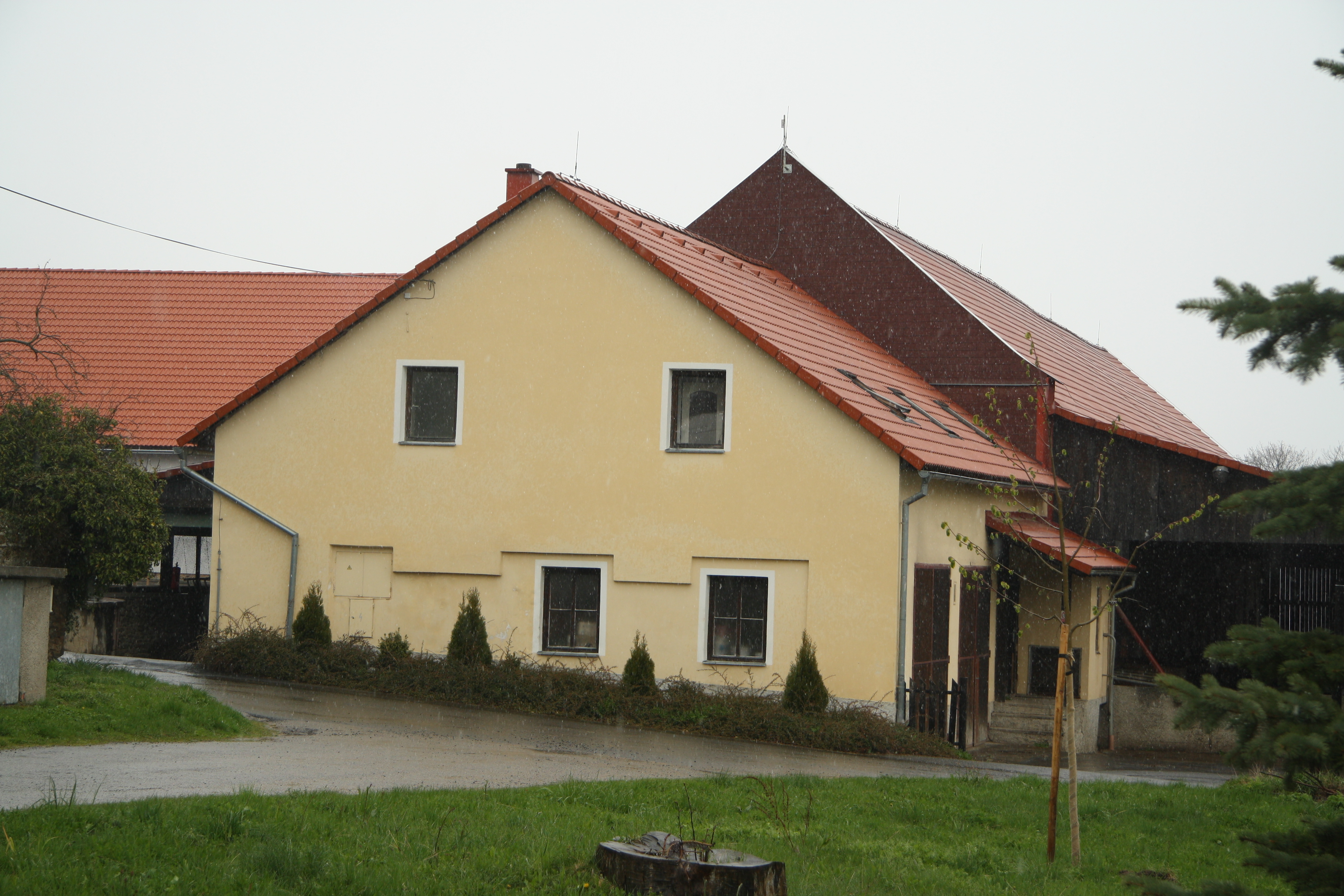
Stodola